# Thulogoun
Thulogoun (nep. ठूलोगाउँ) – gaun wikas samiti w środkowej części Nepalu w strefie Bagmati w dystrykcie Rasuwa. Według nepalskiego spisu powszechnego z 2001 roku liczył on 293 gospodarstw domowych i 1512 mieszkańców (776 kobiet i 736 mężczyzn).